# Santa Maria do Oeste
Santa Maria do Oeste este un oraș în Paraná (PR), Brazilia.